# Diana Montes
Diana Montes fue una actriz cinematográfica y teatral argentina.

## Carrera
Montes fue una joven actriz de reparto surgida en la segunda mitad de la década de 1940 durante la época de oro del cine argentino. Brilló en la pantalla grande junto a grandes figuras de la escena nacional como Patricia Castell, Florindo Ferrario, Alberto Closas, Hugo Pimentel, Amalia Sánchez Ariño, María Santos, Enrique Muiño, Fernando Lamas, Homero Cárpena, entre otros.
En teatro trabajó den varias obras dramáticas y cómicas como las que hizo en la "Compañía Argentina de Grandes Revistas" dirigidas y escritas por Antonio Botta.
A partir de la segunda mitad de la década del ‘50 se convirtió a los Testigos de Jehová.

## Filmografía
- 1947: Como tú lo soñaste
- 1947: Historia de una mala mujer
- 1948: La calle grita
- 1948: La serpiente de cascabel
- 1948: El pecado más lindo del mundo.[2]

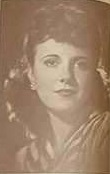
Fotografía de Diana Montes.

## Teatro
- Intermezzo en el Circo (1943), estrenada en el Teatro Politeama. Con Susy Del Carril, María Esther Duckse, Pablo Palitos, Totón Podestá, Narciso Ibáñez Menta, Héctor Ferraro, Emilio de Grey, Chela de los Ríos, Cayetano Biondo y Alberto Arocena.
- Vampiresas (1947), escrita y dirigida por Harald V. Nanstein, junto a Severo Fernández, Marcelle Marcel, Ramón Garay, Mary Lamas, Carlos Tajes, Maruja Pibernat y Alberto Anchart.
- La fortuna en el hotel Martínez (1947).[3]
- Canciones del mundo (1948), estrenada en el Teatro Casino, con la Compañía Argentina de Revistas Musicales Pepe Arias. Con Niní Marshall, Héctor Monteverde, Sara Antúnez, Renata Fronzi, Harry Dressel, Héctor Ferraro y Carlos Fioriti.
- Historia Cómica de una Revista Seria (1950), con Thelma Carló, Amalia Montero, Luis García Bosch, Carlos Castro, Adolfo Stray, Marcos Caplán, Vicente Rubino entre otros.
- ¡Que de cosas hay que ver! (1950), junto a junto a Carló, Stray, Caplán, Rubino, María Esther Gamas, Beba Bidart y Jovita Luna.
- Las alegres noches del Maipo (1950).
- Revista musical en el Teatro Smart  junto a Jovita Luna en 1947.[4]
- Lo que no fue (1956), de Noel Coward, junto con Ignacio Quirós, Marcelo Lavalle, María de la Paz y María Principito.[5]